# Santonio Holmes
Santonio Holmes Jr. (3 de marzo de 1984) es un receptor de fútbol americano que actualmente está retirado de la NFL. Fue escogido en la primera ronda del draft de 2006 por los Pittsburgh Steelers después de jugar para la Universidad Estatal de Ohio.
En el Super bowl del año 2009 Santonio fue nombrado el MVP e hizo la recepción para el touchdown que llevó a la victoria de los Steelers sobre los Arizona Cardinals.

## Primeros años
Holmes asistió a la estudio en la secundaria de Glades Central High School en Belle Glade, Florida. Durante esta etapa fue un jugador destacado en dos de las disciplinas deportivas más importantes de Estados Unidos el fútbol americano y baloncesto, así como también se destacó en el equipo de atletismo.
En el equipo de secundaria de fútbol americano fue pieza fundamental, guiándolos en la consecución de dos títulos estatales, en su última temporada de secundaria su equipo obtuvo un récord de 12 victorias y solo una derrota. Por su lado en baloncesto lideró a su equipo a la final del campeonato estatal durante su último año de secundaria, en atletismo su equipo ganó el título estatal durante sus primeros años de secundaria y él fue el primer miembro del equipo de relevos 4 x 4 que ganó dos títulos estatales. Santonio se graduó de Glades Central High School en 2002, con un promedio de calificación académica de 3.4.

## Carrera Universitaria
Holmes asistió a la Ohio State University, fue un redshirt (jugador de primer año a espera de ganar el estatus de «Estudiante Atleta») en la temporada del 2002, en la cual la Universidad de Ohio ganó el título nacional.
Durante su carrera como universitario, Holmes contabilizó un total de 245 pases atrapados para 2295 yardas y 25 touchdowns, tuvo 3123 yardas combinadas. Sus 245 recepciones y 3496 yardas lo ranquearon con el 5 récord más alto de toda la historia del fútbol universitario hasta el momento, y sus 25 touchdowns lo situaron en el Tercer lugar de todos los tiempos en el fútbol universitario.

## Carrera profesional

### Pittsburgh Steelers

#### Temporada 2006
Holmes dejó la universidad un año antes y fue tomado en la primera ronda del Draft 2006 de la NFL. Fue el seleccionado número 25, él fue el primer receptor desde Plaxico Burres en ser tomado en la primera ronda por los Steelers. Holmes vestía el número 4 en la Universidad Statal de Ohio (que es un no permitido para los receptores de la NFL), por lo que se le dio el número 10, que previamente vistió el antiguo pateador, Roy Gerela y el mariscal de campo, Kordell Stewart.
Prontamente en la decepcionante temporada de los Steelers del año 2006, Holmes fue criticado por su pobre desempeño en la posición para devolver patadas en los equipos especiales, varias veces perdió el balón. Sin embargo Holmes tuvo un éxito notable como receptor, mostrando sus habilidades atlética en muchos juegos de los Steelers, en la sexta semana ganó el reconocimiento semanal, «Diet Pepsi Rookie», por su actuación en el partido del 15 de octubre contra los Kansas City Chiefs totalizando 58 yardas como receptor y 13 como corredor. 
A finales de la temporada, Holmes reemplazo a Cedric Wilson en la alineación titular y terminó la temporada regular de 2006, con 49 recepciones para 824 yardas y 2 Touchdowns. Su mejor jugada para la temporada fue la última, cuando en el tiempo extra del juego final de la temporada contra los Cincinnati Bengals, Holmes capturó un pase de Ben Roethlisberger en una ruta slant y corrió para un touchdown de 67 yardas que aseguro la victoria para los Steelers. También devolvió una patada de despeje para 64 yardas que culminó en touchdown en diciembre 17, contra los Carolina Panthers.

#### Estadísticas 2006
Source: Estadísticas actualizadas: 12/01/2011
| Año  | Equipo | Jugados | rec | Yds | Avg  | Yds/G | Dist | TD | 20+ | 40+ | 1st | Fum |
| ---- | ------ | ------- | --- | --- | ---- | ----- | ---- | -- | --- | --- | --- | --- |
| 2006 | STL    | 16      | 49  | 824 | 16.8 | 51.5  | 67T  | 2  | 12  | 13  | 41  | 0   |

#### Temporada 2007
Holmes fue nombrado en la parrilla titular de los Steelers al regreso de los entrenamientos intensivos o Training Camp gozó de una gran temporada en 2007 y fue el líder de yardas recibidas en los Steelers, recepción de touchdowns y emergió como uno de los mejores profundos de la NFL. En la primera semana contra los Cleveland Browns, Holmes atrapó un pase de 40 yardas para touchdown de Ben Roethlisberger y derrotaron a los Browns 34-7. En la cuarta semana en una derrota contra los Arizona Cardinals, vivió uno de los mejores juegos en su joven carrera profesional y terminó este juego con 6 recepciones, 128 yardas y dos atrapadas para touchdown. En la novena semana, hizo otros 2 touchdowns contra los Baltimore Ravens, en un juego en el cual sus dos touchdowns fueron en la primera mitad, terminó el juego con 4 atrapadas para 110 yardas y dos touchdowns. En la semana 16 Santonio Holmes logró la mayor cantidad de yardas por juego de su carrera, con 133 yardas recibidas contra los Saint Louis Rams. Terminó el año con 942 yardas y con 8 recepciones para touchdown. En el primer juego de postemporada de su carrera logró 3 atrapadas para 49 yardas y un touchdown cuando perdieron contra los Jacksonville Jaguars

#### Estadísticas 2007
Source: Estadísticas actualizadas: 12/01/2011
| Año  | Equipo | Jugados | rec | Yds | Avg  | Yds/G | Dist | TD | 20+ | 40+ | 1st | Fum |
| ---- | ------ | ------- | --- | --- | ---- | ----- | ---- | -- | --- | --- | --- | --- |
| 2007 | STL    | 13      | 52  | 942 | 18.1 | 72.5  | 83   | 8  | 15  | 6   | 42  | 1   |

#### Temporada 2008
A pesar de no regresar patadas durante la temporada del 2007, Holmes jugó de nuevo en la posición precisa para regresar patadas durante la temporada 2008. Durante el periodo de descanso, Holmes se planteó la meta de jugar 16 juegos durante la temporada, aumentado su peso en 11 libras por medio de los trabajos del periodo de vacaciones.
Holmes inició la temporada con dos recepciones para 19 yardas en un juego contra los Houston Texans. En el siguiente partido contra los Cleveland Browns, Holmes totalizó 94 yardas con 5 recepciones y un acarreo por 10 yardas. En la siguiente derrota contra los Philadelphia Eagles, logró también 3 recepciones para 32 yardas. Hizo su primer touchdown esa temporada en un partido contra los acérrimos rivales de los Steelers, los  Baltimore Ravens, terminando este partido con 61 yardas en 3 recepciones para un touchdown. Después de una semana de descanso, Holmes realizó 89 yardas en 5 recepciones contra los Cincinnati Bengals. Sin embargo, Holmes fue puesto en la banca por el entrenador Tomlin después de ser arrestado por posesión de mariguana y no jugó durante la derrota de los Steelers contra los New York Giants. Pero se le permitió jugar de nuevo para el partido del Monday Night Football contra los Washington Redskins.
Las marcas estadísticas de Santonio Holmes decrecieron en comparación con las estadísticas de 2007, declinó en recepciones, yardas por recepción y promedio de yardas. Sin embargo, siguió contribuyendo con grandes jugadas a través de la temporada, especialmente en el partido contra los Dallas Cowboys en el cual capturó un pase largo que desató una lucha de la ofensiva de los Steelers. En el Super Bowl XLIII, Holmes le dio a los Steelers el sexto anillo de campeón de la NFL después de atrapar un touchdown de 6 yardas de un pase de Ben Roethlisberger faltando 35 segundos del periodo regular. Holmes atrapó 9 pases por 131 yardas y realizó un touchdown, incluyendo 4 recepciones para 71 yardas. Fue nombrado el MVP del Super Bowl, siendo el sexto wide receiver en ganar el título y también fue el tercer receptor de los Steelers en ganar el premio, después de Lynn Swann y Hines Ward.

#### Estadísticas 2008
Source: Estadísticas actualizadas: 12/01/2011
| Año  | Equipo | Jugados | rec | Yds | Avg  | Yds/G | Dist | TD | 20+ | 40+ | 1st | Fum |
| ---- | ------ | ------- | --- | --- | ---- | ----- | ---- | -- | --- | --- | --- | --- |
| 2008 | PIT    | 15      | 55  | 821 | 14.9 | 54.7  | 48   | 5  | 10  | 2   | 40  | 2   |

### Temporada 2009

#### Estadísticas 2009
Source: Estadísticas actualizadas: 12/01/2011
| Año  | Equipo | Jugados | rec | Yds  | Avg  | Yds/G | Dist | TD | 20+ | 40+ | 1st | Fum |
| ---- | ------ | ------- | --- | ---- | ---- | ----- | ---- | -- | --- | --- | --- | --- |
| 2009 | PIT    | 16      | 79  | 1248 | 15.8 | 78.8  | 57   | 5  | 21  | 3   | 63  | 0   |

### New York  Jets

#### Temporada 2010
El 11 de abril de 2010, Santonio fue negociado a los New York Jets a cambio de la opción para elegir un jugador en la quita ronda del draft del año 2010 (los Steelers finalmente negociaron esta opción con los Arizona Cardinals a cambio de la sexta elección en el Draft y la contratación de Bryan Mcfadden  los cardenales usaron su opción para contratar al Quarterback John Skelton) poco después de la transacción la NFL anunció que Holmes sería suspendido los primeros 4 partidos de la temporada debido a la violación de la política de abuso de sustancias prohibidas de la liga.

#### Estadísticas 2010
Source: Estadísticas actualizadas: 12/01/2011
| Año  | Equipo | Jugados | rec | Yds | Avg  | Yds/G | Dist | TD | 20+ | 40+ | 1st | Fum |
| ---- | ------ | ------- | --- | --- | ---- | ----- | ---- | -- | --- | --- | --- | --- |
| 2010 | NYJ    | 12      | 52  | 746 | 14.3 | 62.2  | 52   | 6  | 11  | 3   | 36  | 0   |

## Estadísticas como profesional
| 2010                                          | NYJ   | 12 | 52  | 746   | 14.3 | 62.2 | 52  | 6  | 11 | 3  | 36  | 0 |
| 2009                                          | PIT   | 16 | 79  | 1248  | 15.8 | 78.8 | 57  | 5  | 21 | 3  | 63  | 0 |
| 2008                                          | PIT   | 15 | 55  | 821   | 14.9 | 54.7 | 48  | 5  | 10 | 2  | 40  | 2 |
| 2007                                          | PIT   | 13 | 52  | 942   | 18.1 | 72.5 | 83  | 8  | 15 | 6  | 42  | 1 |
| 2006                                          | PIT   | 16 | 49  | 824   | 16.8 | 51.5 | 67T | 2  | 12 | 13 | 41  | 0 |
| Total                                         | Total | 72 | 287 | 4,581 | 16.0 | 63.6 | 83  | 26 | 69 | 17 | 222 | 3 |
| Source: Estadísticas actualizadas: 12/01/2011 |       |    |     |       |      |      |     |    |    |    |     |   |